# Баден-Баден
Баден-Баден град је у југозападној Немачкој, у савезној држави Баден-Виртемберг. Налази се у западном подножју планине Шварцвалд, на обалама реке Оос. Једно је од 6 општинских средишта округа Штаткрајс. Посједује регионалну шифру (AGS) 8211000.
Овај град је светски позната бања, минерално лечилиште, летовалиште, а познат је и по међународним културним догађајима, шаховском турниру и казину. До 1931. град се звао само Баден. Ново име је добио да би се разликовао од других места са именом Баден (у Аустрији код Беча и у Швајцарској).

## Географски и демографски подаци
Општина се налази на надморској висини од 161 метра. Површина општине износи 140,2 km².

## Становништво
У самом мјесту је, према процјени из 2010. године, живјело 54.494 становника. Просјечна густина становништва износи 389 становника/km².

## Партнерски градови
- Ментон
- Монкалијери
- Фрајтал
- Карлове Вари
- / Јалта
- Сочи
- Бора Бора